# Karl Mörwald
Karl Mörwald (* 26. Oktober 1918 in Krems an der Donau; † Oktober 2004) war ein österreichischer Politiker (KPÖ) und Redakteur. Mörwald war von 1956 bis 1959 Abgeordneter zum Landtag von Niederösterreich.
Mörwald besuchte nach der Volksschule das Gymnasium und danach die Handelsschule. Er war als kaufmännischer Angestellter und war 1938 beim Reichsarbeitsdienst eingesetzt. Danach diente er zwischen 1939 und 1944 während des Zweiten Weltkriegs in der Wehrmacht, desertierte jedoch und beteiligte sich am Aufbau einer Widerstandsgruppe in Krems. Nach dem Krieg war Mörwald 1945 als Journalist tätig, zwischen 1945 und 1950 war er Vizebürgermeister in Krems und zwischen 1950 und 1979 Gemeinderat. Er vertrat die KPÖ nach dem Mandatsverzicht von Viktor Pospischil zwischen dem 20. September 1956 und dem 4. Juni 1959 im Niederösterreichischen Landtag.